# تی‌اف‌تی‌پی
Trivial File Transfer Protocol) TFTP) یک پروتکل انتقال فایل است که به دلیل سادگی در به‌کارگیری، پرکاربرد شده است. این پروتکل به کاربران دسترسی برای قرار دادن یا دریافت فایل از ریموت هاست را می‌دهد. از عمده‌ترین کاربرد آن می‌توان به انتقال خودکار فایل‌های مربوط به تنظیمات یک دستگاه یا فایل‌های مورد نیاز یک دستگاه برای بوت شدن در یک شبکه محلی اشاره کرد. این پروتکل اولین بار در سال ۱۹۸۱ استانداردسازی شد که مشخصات فعلی این پروتکل را می‌توان در RFC 1350 یافت.

## بررسی اجمالی
تی‌اف‌تی‌پی دارای طراحی ساده‌ای است که به‌کارگیری آن را آسان کرده است. این پروتکل برای انتقال اطلاعات در مراحل اولیه بوت کردن از طریق شبکه مانند BOOTP ,PXE ,PSDP و… استفاده می‌شود. در واقع تی‌اف‌تی‌پی یکی از عناصر PXE یا پروتکل بوت شدن دستگاه‌ها از محیط شبکه است که در واقع درون بایوس کارت شبکه رایانه‌های میزبان، الگوریتمی برای استفاده از آن پیش‌بینی و نهادینه شده است.
از تی‌اف‌تی‌پی برای انتقال دیسک ایمیج‌های سیستم عامل‌ها و پرونده‌های پیکربندی به روتر، آی‌پی‌های تلفن و فایروال‌ها نیز استفاده می‌شود.
طراحی این پروتکل از پروتکل ای‌اف‌تی‌پی که بخشی از مجموعه پروتکل‌های PUP است تأثیر گرفته است. امروزه به‌دلیل امنیت پایین این پروتکل از آن در انتقالات فایل در اینترنت استفاده نمی‌شود و تقریباً تنها استفاده آن در شبکه محلی (LAN) می‌باشد.
تی‌اف‌تی‌پی اولین بار در سال ۱۹۸۱ توسط IEN 133 تعریف شد. پس از آن در سال بعد در ماه ژوئن تجدیدنظر دوم این پروتکل به عنوان RFC 783  منتشر شد. بعد از آن آپدیت‌های مختلفی برای این پروتکل ارائه شد که آپدیت‌های کلی آن به ترتیب عبارتند از:
| شماره آراف‌سی | عنوان                                            | انتشار       | مؤلف        | اطلاعات منسوخ و به‌روز                                                               |
| ------------ | ------------------------------------------------ | ------------ | ----------- | ----------------------------------------------------------------------------------- |
| RFC 783      | پروتکل تی‌اف‌تی‌پی (نسخه ۱)                         | ژوئن ۱۹۸۱    | کی. سولینز  | منسوخ شده توسط - RFC 1350                                                           |
| RFC 906      | بارگیری بوت‌استرپ با استفاده از تی‌اف‌تی‌پی          | ژوئن ۱۹۸۴    | راس فینلیسن | -                                                                                   |
| RFC 951      | پروتکل بوتٰاسترپ                                  | سپتامبر ۱۹۸۵ | بیل کرافت   | به‌روز شده توسط RFC 1395, RFC 1497, RFC 1532, RFC 1542, RFC 5494                     |
| RFC 1350     | پروتکل تی‌اف‌تی‌پی (نسخه ۲)                         | ژوئیه ۱۹۹۲   | کی. سولینز  | به‌روز شده توسط RFC 1782, RFC 1783, RFC 1784, RFC 1785, RFC 2347, RFC 2348, RFC 2349 |
| RFC 1782     | تی‌اف‌تی‌پی آپشن افزونه                             | مارس ۱۹۹۵    | جی. مالکین  | منسوخ شده توسط - RFC 2347                                                           |
| RFC 2131     | پروتکل پیکربندی میزبان پویا                      | مارس ۱۹۹۷    | آر. درامز   | به‌روز شده توسط RFC 3396, RFC 4361, RFC 5494, RFC 6842                               |
| RFC 2347     | تی‌اف‌تی‌پی آپشن افزونه                             | مه ۱۹۹۸      | جی. مالکین  | -                                                                                   |
| RFC 2348     | تی‌اف‌تی‌پی آپشن افزونه                             | مه ۱۹۹۸      | جی. مالکین  | -                                                                                   |
| RFC 2349     | تی‌اف‌تی‌پی تایم اوت زمانی و گزینه‌های اندازه انتقال | مه ۱۹۹۸      | جی. مالکین  | -                                                                                   |
| RFC 7440     | آپشن ویندوزی تی‌اف‌تی‌پی                            | ژانویه ۲۰۱۵  | پی. ماسوتا  | -                                                                                   |

پروتکل تی‌اف‌تی‌پی که یکی از ساده‌ترین پروتکل‌های انتقال است با استفاده از پروتکل UDP از پورت شمارهٔ ۶۹ استفاده می‌کند. کار با این پروتکل بسیار آسان است و از بسیاری از تنظیمات و امکانات پیشرفته‌ای که بسیاری از پروتکل‌های انتقال داده پیشنهاد می‌کنند مستثنا است. این پروتکل تنها برای خواندن و نوشتن اطلاعات به ریموت سرور یا از ریموت سرور طراحی شده است و نمی‌تواند اطلاعات را تغییر نام دهد، حذف یا لیست کند.

## تفاوت تی‌اف‌تی‌پی و اف‌تی‌پی
در مقایسه با پروتکل انتقال داده تی‌اف‌تی‌پی، اف‌تی‌پی بسیار ساده‌تر عمل می‌کند. به‌عنوان مثال در تی‌اف‌تی‌پی خبری از احراز هویت استفاده‌کننده نیست و هر کسی که دسترسی شبکه به آن داشته باشد می‌تواند از آن استفاده کند درحالی‌که برای استفاده از اف‌تی‌پی احراز هویت اهمیت بالایی دارد. البته این موضوع امنیت تی‌اف‌تی‌پی را کاهش می‌دهد.
تی‌اف‌تی‌پی در مقایسه با اف‌تی‌پی از سرعت بالاتری نیز برخوردار است. دلیل این موضوع این است که اف‌تی‌پی در هنگام انتقال اطلاعات نیاز به تصدیق کردن بسته فرستاده‌شده(Packet) دارد ولی تی‌اف‌تی‌پی منتظر تصدیق بسته فرستاده‌شده نمی‌ماند و فایل بعدی را ارسال می‌کند. در نتیجه سرعت آن بسیار بالاتر از اف‌تی‌پی است و می‌تواند فایل‌های با حجم بالایی را انتقال دهد.

## کاربردهای تی‌اف‌تی‌پی
1. بوت کردن از راه دور از طریق شبکه بدون هارد دیسک
2. پشتیبان‌گیری از تنظیمات شبکه
3. پشتیبان‌گیری از فایل پیکربندی روتر
4. ذخیره دیسک ایمیج‌های سیستم عامل ها[۳]

## میزبان‌های تی‌اف‌تی‌پی
سایت‌های زیر نمونه‌هایی از تی‌اف‌تی‌پی سرور هستند:
- sourceforge
- mobiletftpserver
- tftp-server
- Tftpd32

## مطالعهٔ بیشتر
- RFC 1785 – TFTP Option Negotiation Analysis, G. Malkin, A. Harkin, March 1995.
- RFC 2090 – TFTP Multicast Option, A. Emberson, February 1997. Status: Experimental
- RFC 2347 – TFTP Option Extension, G. Malkin, A. Harkin, May 1998. (This superseded the preceding, RFC 1782
- RFC 2348 – TFTP Blocksize Option, G. Malkin, A. Harkin, May 1998. (This superseded the preceding, RFC 1783
- RFC 2349 – TFTP Timeout Interval and Transfer Size Options, G. Malkin, A. Harkin, مه ۱۹۹۸ (This superseded the preceding, RFC 1784.
- RFC 3617 – Uniform Resource Identifier (URI) Scheme and Applicability Statement for the Trivial File Transfer Protocol (TFTP), E. Lear, October 2003.